# جواني روشيت
جواني روشيت (من مواليد 13 يناير 1986) متزلجة كندية. حصلت على الميدالية البرونزية الأولمبية عام 2010 ، وعلى الميدالية الفضية العالمية عام 2009 ، والميدالية الفضية في بطولة القارات الأربع لعامي 2008 و 2009 ، والميدالية البرونزية في سباق الجائزة الكبرى 2004 ، وبطل كندا الوطني لست مرات (2005-10).

## روابط خارجية
- جواني روشيت على موقع IMDb (الإنجليزية)
- جواني روشيت على موقع الموسوعة البريطانية (الإنجليزية)
- جواني روشيت على موقع الاتحاد الدولي للتزلج (الإنجليزية)
- جواني روشيت على موقع أوليمبيديا (الإنجليزية)